# Iarbas
Iarbas ist in der römischen Mythologie ein Sohn der Garamantis und des Jupiter.
Zu der Zeit, als Königin Dido über die Stadt Karthago herrschte, war er der König der Gaetuler und ein Nebenbuhler des Aeneas, da Iarbas eine Hochzeit mit Dido anstrebte. Diese jedoch hatte sich in Aeneas verliebt.